# Critèrium del Dauphiné Libéré 2009
El Critèrium del Dauphiné Libéré 2009 és la 61a edició de la cursa ciclista Dauphiné Libéré. La cursa es disputà entre el 7 i el 14 de juny de 2009, sent la 8a prova de l'UCI ProTour 2009. El punt de partida fou Nancy amb una contrarellotge individual i finalitzà una setmana més tard a Grenoble, després d'haver recorregut 1.030 km. El vencedor final fou l'espanyol Alejandro Valverde de Caisse d'Epargne, per davant de l'australià Cadel Evans i el també espanyol Alberto Contador.

## Equips
Com que la Dauphiné Libéré és una prova de l'UCI ProTour els 18 equips que en formen part hi estan directament convidats. A més a més s'ha convidat l'equip continental BMC Racing Team, per fer un total de 19 equips.
Els 19 equips convidats són:
| - Ag2r-La Mondiale - Astana Qazaqstan Team - Bbox Bouygues Telecom - BMC Racing Team - Caisse d'Epargne - Cofidis - Euskaltel–Euskadi | - FDJ - Fuji-Servetto - Garmin-Slipstream - Lampre-NGC - Liquigas - Quick Step - Rabobank ProTeam | - Silence-Lotto - Team Columbia-High Road - Team Katusha - Team Milram - Team Saxo Bank |

## Etapes

### Etapa 1. 7 de juny de 2009.Nancy, 12,1 km (CRI)
La primera etapa és una contrarellotge individual, majoritàriament plana, però amb una cota de 4a categoria al km 3, la Côte du Haut-du-Lièvre. Tres dels favorits finals ocupen les places de pòdium, beneficiant-se de la millora del temps, després que Iván Gutiérrez hagués liderat l'etapa durant gairebé una hora.
|   | Ciclista           | Equip                       | Temps   |
| - | ------------------ | --------------------------- | ------- |
| 1 | Cadel Evans        | Silence-Lotto               | 15' 36" |
| 2 | Alberto Contador   | Astana Qazaqstan Team       | + 8"    |
| 3 | Alejandro Valverde | Caisse d'Epargne            | + 23"   |
| 4 | Sébastien Rosseler | Quick-Step Alpha Vinyl Team | + 33"   |
| 5 | Vincenzo Nibali    | Liquigas                    | + 34"   |

|   | Ciclista           | Equip                       | Temps   |
| - | ------------------ | --------------------------- | ------- |
| 1 | Cadel Evans        | Silence-Lotto               | 15' 36" |
| 2 | Alberto Contador   | Astana Qazaqstan Team       | + 8"    |
| 3 | Alejandro Valverde | Caisse d'Epargne            | + 23"   |
| 4 | Sébastien Rosseler | Quick-Step Alpha Vinyl Team | + 33"   |
| 5 | Vincenzo Nibali    | Liquigas                    | + 34"   |

### Etapa 2. 8 de juny de 2009.Nancy-Dijon, 228 km
Aquesta és l'etapa més llarga d'aquesta edició, amb un recorregut bàsicament pla, amb sols dues cotes de 4a categoria a manca de 100 km
Un grup de cinc ciclistes s'escapen al primer km i aconsegueixen una diferència de fins a sis minuts, però són agafats a manca de 6 km. A partir d'aquest moment diversos ciclistes intenten evitar la victòria dels esprínters. David Millar quasi ho aconsegueix, però és agafat pels esprínters en el darrer moment. Angelo Furlan s'imposa a Marcus Zberg i Tom Boonen.
|   | Ciclista       | Equip                   | Temps      |
| - | -------------- | ----------------------- | ---------- |
| 1 | Angelo Furlan  | Lampre-NGC              | 5h 35' 04" |
| 2 | Marcus Zberg   | BMC Racing Team         | m. t.      |
| 3 | Tom Boonen     | Quick Step              | m. t.      |
| 4 | Marco Bandiera | Lampre-NGC              | m. t.      |
| 5 | Marcel Sieberg | Team Columbia-High Road | m. t.      |

|   | Ciclista           | Equip                       | Temps     |
| - | ------------------ | --------------------------- | --------- |
| 1 | Cadel Evans        | Silence-Lotto               | 5h 50'40" |
| 2 | Alberto Contador   | Astana Qazaqstan Team       | + 8"      |
| 3 | Alejandro Valverde | Caisse d'Epargne            | + 23"     |
| 4 | Sébastien Rosseler | Quick-Step Alpha Vinyl Team | + 33"     |
| 5 | Vincenzo Nibali    | Liquigas                    | + 34"     |

### Etapa 3. 9 de juny de 2009.Tournus-Saint-Étienne, 182 km
Nova etapa bàsicament plana, amb quatre petites cotes de quarta categoria, la darrera d'elles a 40 km de l'arribada
Un grup de 5 ciclistes s'escapa al km 34 i aconsegueixen arribar a la meta amb més d'un minut i mig respecte al gran grup. Niki Terpstra guanya a l'esprint i li pren el mallot groc al fins llavors líder Cadel Evans.
|   | Ciclista        | Equip                 | Ciclista   |
| - | --------------- | --------------------- | ---------- |
| 1 | Niki Terpstra   | Team Milram           | 4h 32' 34" |
| 2 | Ludovic Turpin  | Ag2r-La Mondiale      | m. t.      |
| 3 | Iuri Trofímov   | Bbox Bouygues Telecom | m. t.      |
| 4 | Rémi Pauriol    | Cofidis               | m. t.      |
| 5 | Iñigo Landaluze | Euskaltel–Euskadi     | m. t.      |

|   | Ciclista       | Equip                 | Ciclista    |
| - | -------------- | --------------------- | ----------- |
| 1 | Niki Terpstra  | Team Milram           | 10h 23' 45" |
| 2 | Rémi Pauriol   | Cofidis               | + 26"       |
| 3 | Iuri Trofímov  | Bbox Bouygues Telecom | + 27"       |
| 4 | Ludovic Turpin | Ag2r-La Mondiale      | + 36"       |
| 5 | Cadel Evans    | Silence-Lotto         | + 1' 01"    |

### Etapa 4. 10 de juny de 2009.Bourg-lès-Valence-Valença, 42.4 km (CRI)
Segona contrarellotge individual de la present edició, amb una petita cota de quarta categoria a la meitat del recorregut
|   | Ciclista         | Equip                   | Temps   |
| - | ---------------- | ----------------------- | ------- |
| 1 | Bert Grabsch     | Team Columbia-High Road | 51' 26" |
| 2 | Cadel Evans      | Silence-Lotto           | + 7"    |
| 3 | David Millar     | Garmin-Slipstream       | + 39"   |
| 4 | Frantisek Rabon  | Team Columbia-High Road | + 40"   |
| 5 | Alberto Contador | Astana Qazaqstan Team   | + 52"   |

|   | Ciclista         | Equip                   | Temps       |
| - | ---------------- | ----------------------- | ----------- |
| 1 | Cadel Evans      | Silence-Lotto           | 11h 16' 19" |
| 2 | Alberto Contador | Astana Qazaqstan Team   | + 45"       |
| 3 | Bert Grabsch     | Team Columbia-High Road | + 48"       |
| 4 | Frantisek Rabon  | Team Columbia-High Road | + 1' 07"    |
| 5 | David Millar     | Garmin-Slipstream       | + 1' 09"    |

### Etapa 5. 11 de juny de 2009.Valença-Ventor, 154 km
La primera de les quatre etapes de muntanya de la present edició, en què els ciclistes hauran de pujar el Ventor, punt d'arribada. La primera part de l'etapa és bàsicament plana, amb tres cotes de quarta categoria i una de tercera.
Exhibició d'Alejandro Valverde al Ventor. A manca de 9 km i mig ataca dins el gran grup i se'n va junt amb Sylwester Szmyd per aconseguir el lideratge.
|   | Ciclista           | Equip                 | Temps     |
| - | ------------------ | --------------------- | --------- |
| 1 | Sylwester Szmyd    | Liquigas              | 4h 05' 4" |
| 2 | Alejandro Valverde | Caisse d'Epargne      | m. t.     |
| 3 | Haimar Zubeldia    | Astana Qazaqstan Team | + 1' 14"  |
| 4 | Robert Gesink      | Rabobank ProTeam      | + 1' 50"  |
| 5 | Jakob Fuglsang     | Team Saxo Bank        | + 1' 59"  |

|   | Ciclista           | Equip                 | Temps       |
| - | ------------------ | --------------------- | ----------- |
| 1 | Alejandro Valverde | Caisse d'Epargne      | 15h 23' 17" |
| 2 | Cadel Evans        | Silence-Lotto         | + 16"       |
| 3 | Alberto Contador   | Astana Qazaqstan Team | + 1' 04"    |
| 4 | David Millar       | Garmin-Slipstream     | + 1' 43"    |
| 5 | Haimar Zubeldia    | Astana Qazaqstan Team | + 2' 21"    |

### Etapa 6. 12 de juny de 2009.Gap-Briançon, 106 km
Etapa molt curta, amb un altre coll de categoria especial, el Col d'Izoard, a sols 20 km per a l'arribada, a Briançon. L'arribada és en lleugera pujada
Catorze ciclistes s'escapen ben d'hora a l'etapa. Pierrick Fédrigo, Jurgen van de Walle, Stéphane Goubert i Juan Manuel Gárate trenquen el grup en l'ascensió al Col d'Izoard. A ells s'uneix Lars Bak en el descens. Fédrigo guanya l'etapa i Alejandro Valverde arriba junt a Cadel Evans, mantenint el mallot groc.
|   | Ciclista            | Equip                 | Temps      |
| - | ------------------- | --------------------- | ---------- |
| 1 | Pierrick Fédrigo    | Bbox Bouygues Telecom | 2h 48' 17" |
| 2 | Jurgen van de Walle | Quick Step            | + 4"       |
| 3 | Stéphane Goubert    | Ag2r-La Mondiale      | + 5"       |
| 4 | Juan Manuel Gárate  | Rabobank ProTeam      | + 14"      |
| 5 | Lars Bak            | Team Saxo Bank        | + 25"      |

|   | Ciclista           | Equip                 | Temps       |
| - | ------------------ | --------------------- | ----------- |
| 1 | Alejandro Valverde | Caisse d'Epargne      | 18h 15' 46" |
| 2 | Cadel Evans        | Silence-Lotto         | + 16"       |
| 3 | Alberto Contador   | Astana Qazaqstan Team | + 1' 04"    |
| 4 | Mikel Astarloza    | Euskaltel–Euskadi     | + 1' 49"    |
| 5 | David Millar       | Garmin-Slipstream     | + 1' 52"    |

### Etapa 7. 13 de juny de 2009.Briançon-Saint-François-Longchamp, 157 km
Etapa reina de la present edició, amb dos colls de categoria especial, el coll del Galibier i el coll de la Croix de Fer, i arribada en un port de primera categoria a Saint-François-Longchamp
David Moncoutié guanya l'etapa reina en solitari. Pel darrere Evans ataca sense poder deixar enrere en cap moment a Valverde. Contador es reserva pel Tour i no ataca en cap moment, i finalment perd 12" a l'arribada.
|   | Ciclista           | Equip            | Temps      |
| - | ------------------ | ---------------- | ---------- |
| 1 | David Moncoutié    | Cofidis          | 4h 44' 26" |
| 2 | Robert Gesink      | Rabobank ProTeam | + 41"      |
| 3 | Cadel Evans        | Silence-Lotto    | m. t.      |
| 4 | Alejandro Valverde | Caisse d'Epargne | m. t.      |
| 5 | Jakob Fuglsang     | Team Saxo Bank   | + 53"      |

|   | Ciclista           | Equip                 | Temps       |
| - | ------------------ | --------------------- | ----------- |
| 1 | Alejandro Valverde | Caisse d'Epargne      | 23h 00' 53" |
| 2 | Cadel Evans        | Silence-Lotto         | + 16"       |
| 3 | Alberto Contador   | Astana Qazaqstan Team | + 1' 18"    |
| 4 | Robert Gesink      | Rabobank ProTeam      | + 2' 41"    |
| 5 | Mikel Astarloza    | Euskaltel–Euskadi     | + 3' 40"    |

### Etapa 8. 14 de juny de 2009.Faverges-Grenoble, 146 km
Darrere de les etapes de muntanya, amb dos ports de tercera categoria i un de primera a manca de 27 km per a l'arribada.
Stef Clement guanya l'etapa per davant del seu company de fuga, Timothy Duggan. Evans torna a intentar treure-li els 16" que Valverde li té d'aventatge, però en cap moment aconsegueix desempallegar-se'n.
|   | Ciclista             | Equip                   | Temps      |
| - | -------------------- | ----------------------- | ---------- |
| 1 | Stef Clement         | Rabobank ProTeam        | 3h 30' 17" |
| 2 | Timmy Duggan         | Garmin-Slipstream       | m. t.      |
| 3 | Sébastien Joly       | FDJ                     | + 2"       |
| 4 | Adam Hansen          | Team Columbia-High Road | + 1' 31"   |
| 5 | Aleksandr Kuschynski | Liquigas                | m. t.      |

|   | Ciclista           | Equip                 | Temps       |
| - | ------------------ | --------------------- | ----------- |
| 1 | Alejandro Valverde | Caisse d'Epargne      | 26h 33' 15" |
| 2 | Cadel Evans        | Silence-Lotto         | + 16"       |
| 3 | Alberto Contador   | Astana Qazaqstan Team | + 1' 18"    |
| 4 | Robert Gesink      | Rabobank ProTeam      | + 2' 41"    |
| 5 | Mikel Astarloza    | Euskaltel–Euskadi     | + 3' 40"    |

## Classificacions finals

### Classificació general
|    | Ciclista            | Equip                 | Temps       |
| -- | ------------------- | --------------------- | ----------- |
| 1  | Alejandro Valverde  | Caisse d'Epargne      | 26h 33' 15" |
| 2  | Cadel Evans         | Silence-Lotto         | + 16"       |
| 3  | Alberto Contador    | Astana Qazaqstan Team | + 1' 18"    |
| 4  | Robert Gesink       | Rabobank ProTeam      | + 2' 41"    |
| 5  | Mikel Astarloza     | Euskaltel–Euskadi     | + 3' 40"    |
| 6  | Jacob Fuglsang      | Team Saxo Bank        | + 4' 08"    |
| 7  | Vincenzo Nibali     | Liquigas              | + 4' 21"    |
| 8  | Haimar Zubeldia     | Astana Qazaqstan Team | + 5' 05"    |
| 9  | David Millar        | Garmin-Slipstream     | + 5' 28"    |
| 10 | Christophe Le Mevel | FDJ                   | + 6' 19"    |

### Classificació de la muntanya
|   | Ciclista           | Equip                 | Punts |
| - | ------------------ | --------------------- | ----- |
| 1 | Pierrick Fédrigo   | Bbox Bouygues Telecom | 111   |
| 2 | David Moncoutié    | Cofidis               | 88    |
| 3 | Juan Manuel Gárate | Rabobank ProTeam      | 71    |

### Classificació per punts
|   | Ciclista           | Equip                 | Punts |
| - | ------------------ | --------------------- | ----- |
| 1 | Cadel Evans        | Silence-Lotto         | 97    |
| 2 | Alberto Contador   | Astana Qazaqstan Team | 66    |
| 3 | Alejandro Valverde | Caisse d'Epargne      | 59    |

### Classificació per equips
|   | Equip                 | Temps       |
| - | --------------------- | ----------- |
| 1 | Astana Qazaqstan Team | 79h 58' 20" |
| 2 | Rabobank ProTeam      | + 4' 41"    |
| 3 | Ag2r-La Mondiale      | + 5' 56"    |

## Evolució de les classificacions
| Etapa (Vencedor)           | Classificació general | Classificació de la muntanya | Classificació per punts | Classificació per equips |
| -------------------------- | --------------------- | ---------------------------- | ----------------------- | ------------------------ |
| Etapa 1 (CRI) Cadel Evans  | Cadel Evans           | Cadel Evans                  | Cadel Evans             | Silence-Lotto            |
| Etapa 2 Angelo Furlan      | Cadel Evans           | Alexandre Pichot             | Cadel Evans             | Silence-Lotto            |
| Etapa 3 Niki Terpstra      | Niki Terpstra         | Rémi Pauriol                 | Niki Terpstra           | Team Milram              |
| Etapa 4 (CRI) Bert Grabsch | Cadel Evans           | Rémi Pauriol                 | Cadel Evans             | Team Columbia-High Road  |
| Etapa 5 Sylwester Szmyd    | Alejandro Valverde    | Sylwester Szmyd              | Cadel Evans             | Astana Qazaqstan Team    |
| Etapa 6 Pierrick Fédrigo   | Alejandro Valverde    | Pierrick Fédrigo             | Cadel Evans             | Astana Qazaqstan Team    |
| Etapa 7 David Moncoutié    | Alejandro Valverde    | Pierrick Fédrigo             | Cadel Evans             | Astana Qazaqstan Team    |
| Etapa 8 Stef Clement       | Alejandro Valverde    | Pierrick Fédrigo             | Cadel Evans             | Astana Qazaqstan Team    |
| Final                      | Alejandro Valverde    | Pierrick Fédrigo             | Cadel Evans             | Astana Qazaqstan Team    |